# Sainte-Lucie-de-Tallano
Sainte-Lucie-de-Tallano (tot 1964 officieel in het Frans: Santa-Lucia-di-Tallano; Corsicaans: Santa Lucia d'Attallà of Santa Lucia di Tallà; Italiaans: Santa Lucia di Tallano) is een gemeente in het Franse departement Corse-du-Sud (regio Corsica) en telt 392 inwoners (1999). 

## Geografie
De oppervlakte bedraagt 25,57 km², de bevolkingsdichtheid is 15 inwoners per km².

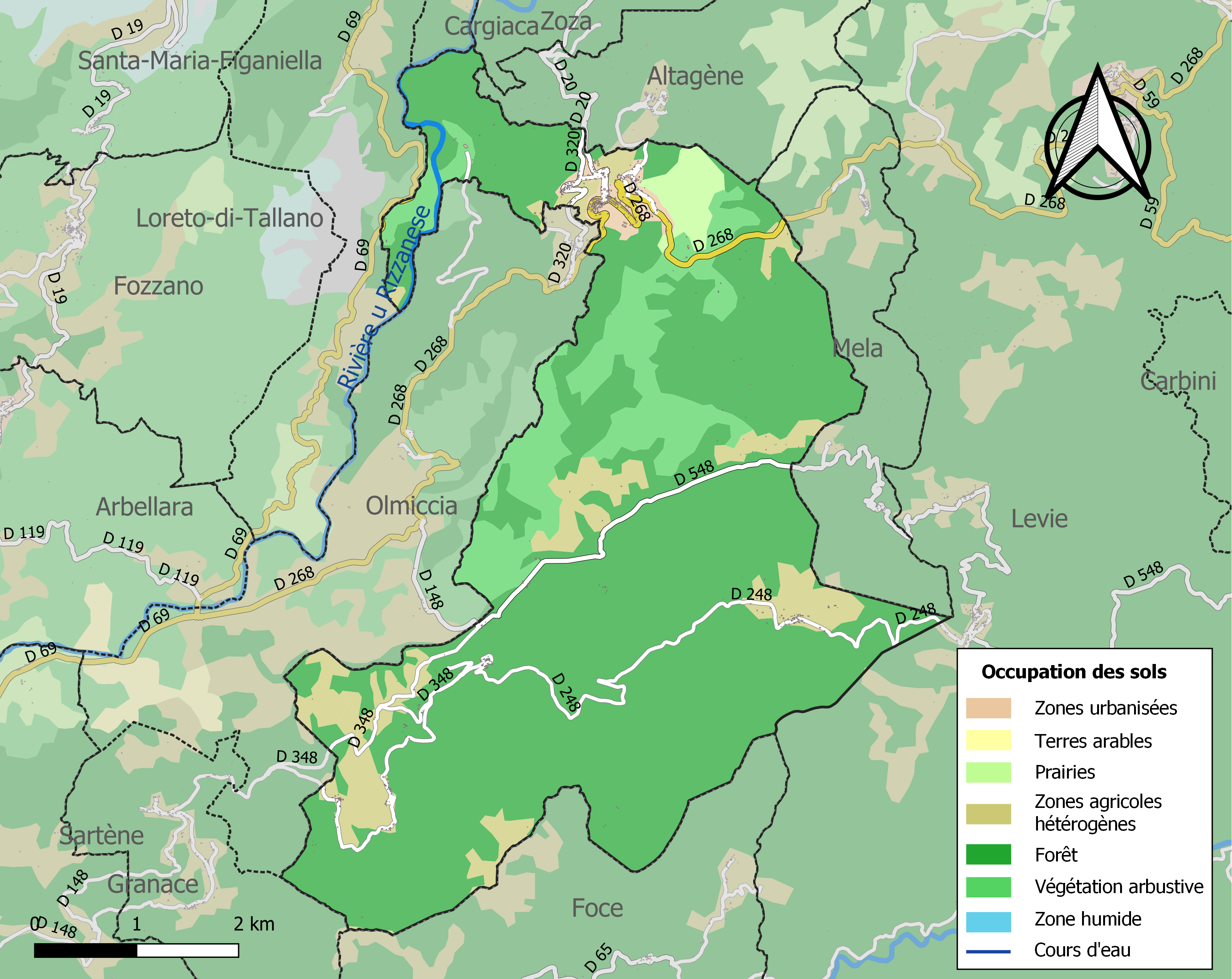
Kaart van de gemeente met de belangrijkste infrastructuur, bodemgebruik en omliggende gemeenten

## Demografie
Onderstaande figuur toont het verloop van het inwonertal (bron: INSEE-tellingen).

Vanwege een beveiligingsprobleem met de MediaWiki Graph-software is het momenteel niet mogelijk deze grafiek weer te geven. Zodra de software is bijgewerkt zal de grafiek vanzelf weer zichtbaar worden.